# Ahmet Zogu
Ahmet Zogu (født Ahmet Muhtar Bey Zogolli 8. oktober 1895 på Burgajet-borgen, Nordalbanien i det Osmanniske Rige, død 9. april 1961 i Paris, Frankrig) var en albansk adelsmand og politiker, der var Albaniens leder fra 1922 til 1939 og udråbte sig selv som Kong Zog 1. af Albanien i 1928.
Ahmet Zogu var premierminister fra 1922 til 1924 og igen i 1925, præsident fra 1925 til 1928 og selvudråbt konge fra 1928 til 1939. I forsøget på at bevare magten gjorde han sig stærkt afhængig af Italien, som i 1939 afsatte ham, hvorpå han drog i eksil i Grækenland og senere i London.
Hans søn Leka var prætendent til den forsvundne trone frem til sin død i 2011, men en folkeafstemning i 1997 afviste monarkiets genoprettelse.